# Norrmalmstorg

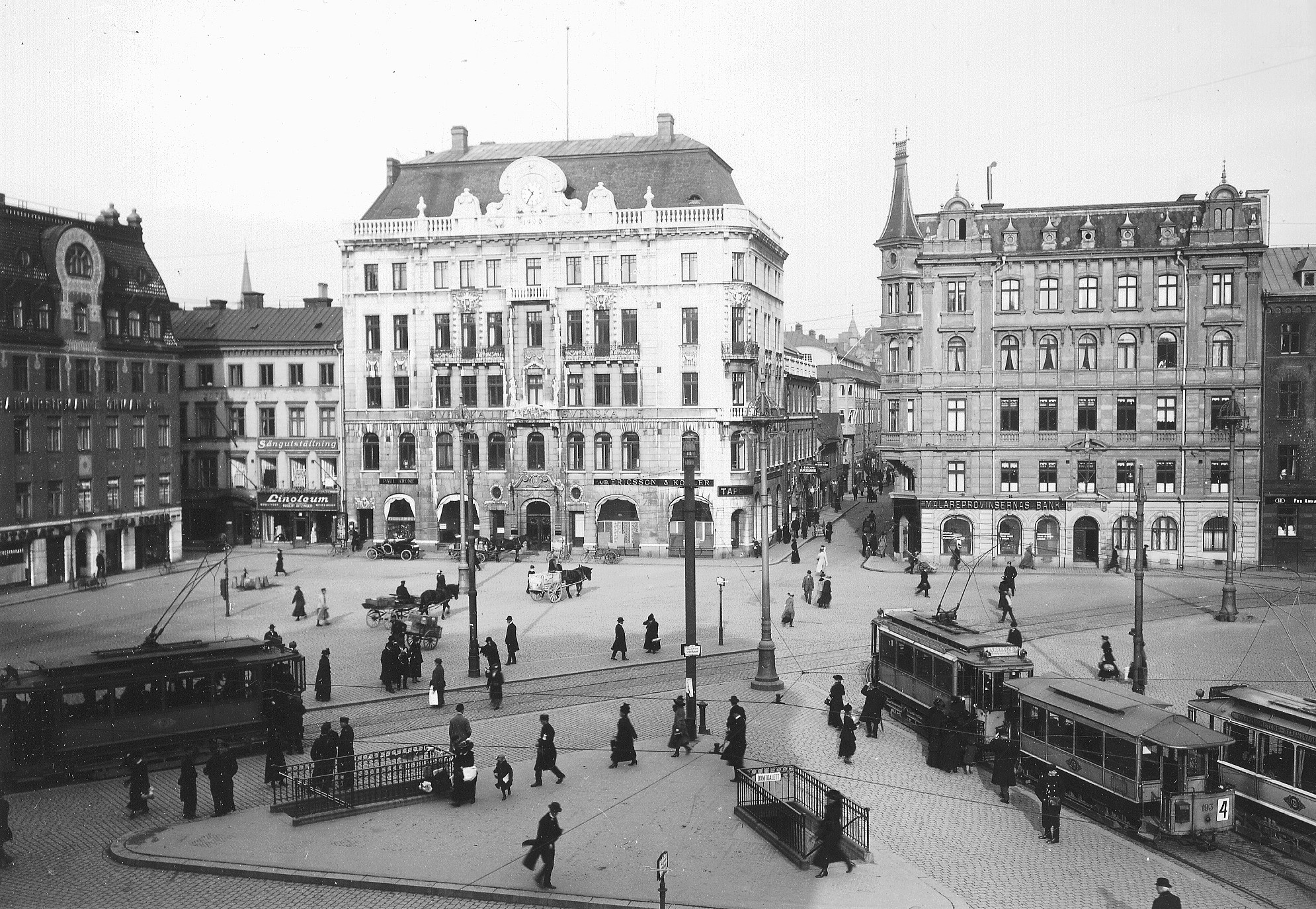
Norrmalmstorg um 1900

Norrmalmstorg ist ein Platz im Stockholmer Stadtteil Norrmalm. Er wird oft mit dem Geiseldrama am Norrmalmstorg im Jahr 1973 in Verbindung gebracht, auf das das Stockholm-Syndrom zurückzuführen ist. Allerdings hat der Platz eine deutlich längere Geschichte.
Vor der Aufschüttung des Nybroviken im 17. Jahrhundert lag der Platz direkt an einem von zwei Häfen, die es damals gab. Damals hieß der Platz Packartorget, benannt nach dem Packarhuset, einem an dem Platz gelegenen Gebäude, wo der ankommende Fisch begutachtet und umgeladen wurde. Wegen des Fischhandels wurde er im 16. Jahrhundert manchmal auch Fiskartorget genannt, aber da es schon einen Platz mit diesem Namen in Gamla stan gab, wurde dieser Name später nicht mehr gebraucht.
Im Jahr 1853 erhielt der Platz schließlich den Namen Norrmalmstorg, der zuvor für den Gustav Adolfs Torg verwendet worden war. Der Namenswechsel geschah im Zusammenhang mit der Umgestaltung des Berzelii-Parks. Zu dieser Zeit war der Platz ein schmutziger und stinkender Ort, wo sich Fischgeruch mit dem Gestank von Latrinen und Abfällen vermischte.
Heute wird der Platz als Marktplatz genutzt. Neben dem Palmhuset mit einem Café und einem Zeitungskiosk befindet sich hier auch eine der Endhaltestellen der Straßenbahnlinie Djurgårdslinie.

## Dies und Das
Norrmalmstorg ist die teuerste Straße in der schwedischen Ausgabe von Monopoly.
Koordinaten: 59° 20′ 0″ N, 18° 4′ 22″ O